# Ponzano
Ponzano (Punzano o Punzán en aragonés) es una localidad española de la provincia de Huesca (Aragón, España). Dista unos 2 km de Lascellas, con la que conforma el municipio Lascellas-Ponzano. Situada en una suave loma de la comarca del Somontano, próxima a la carretera de Huesca a Barbastro, contaba con 113 habitantes en 2006. Su iglesia parroquial es gótica tardía (siglo XVI), con portada renacentista y bóvedas de crucería gótica.
El municipio es conocido comercialmente gracias a la elaboración de vinos con denominación de origen «Somontano», que en los últimos años ha adquirido un gran prestigio.

## Geografía
- Altitud: 509 metros.
- Latitud: 42°4′ N
- Longitud: 0°4′ O

## Demografía
| Gráfica de evolución demográfica de Ponzano entre 1842 y 1960 |
| |
| Población de derecho según los censos de población del INE Población de hecho según los censos de población del INEEntre el censo de 1857 y el anterior, crece el término del municipio porque incorpora a 225232 (Santa Cilia de Huesca) Entre el censo de 1970 y el anterior, este municipio desaparece porque se agrupa en el municipio 22141 (Lascellas Ponzano) |

## Construcciones de interés

### La iglesia parroquial

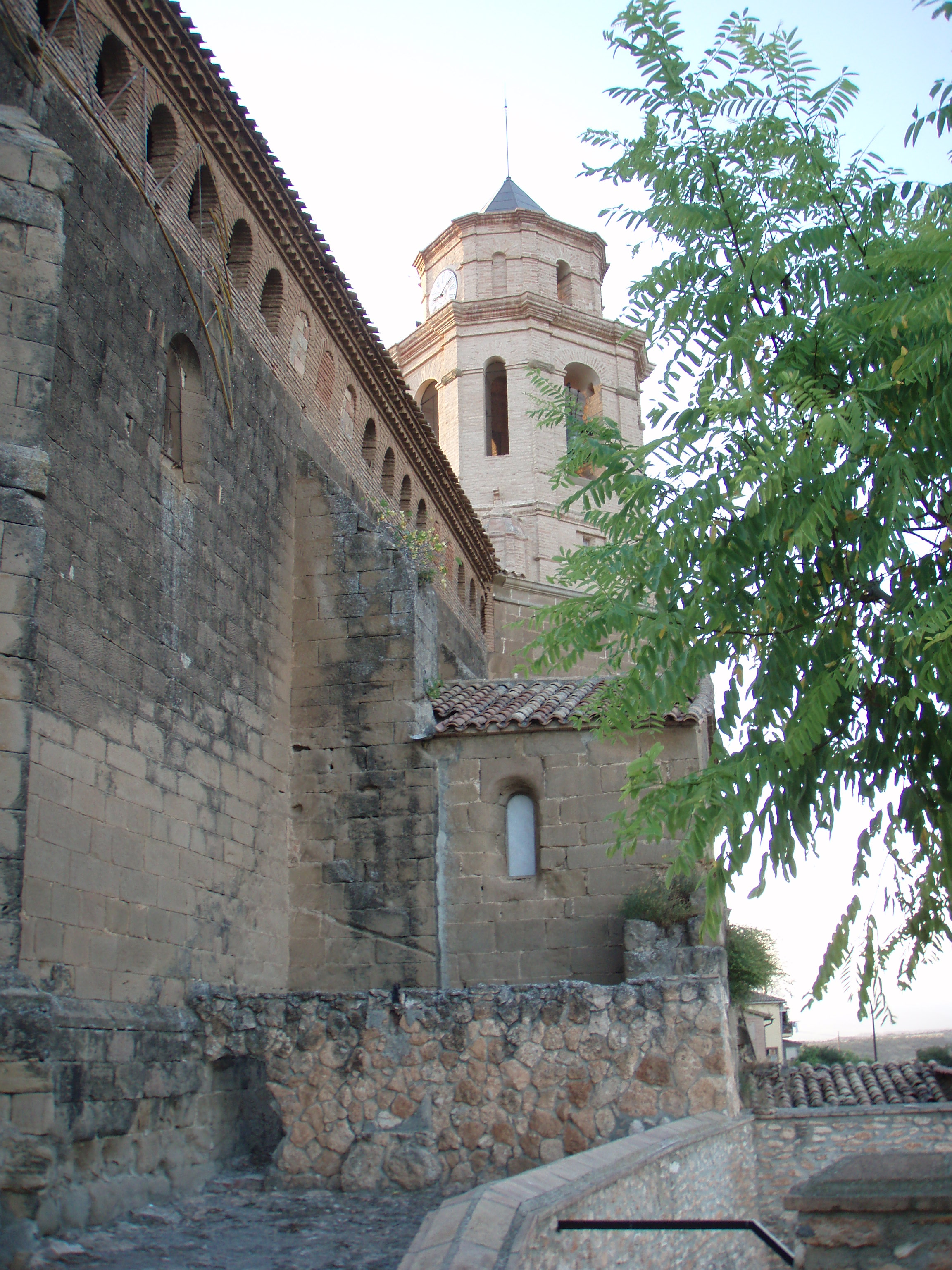
Torre de la iglesia de Ponzano después de su restauración.

La iglesia parroquial es una buena muestra de la arquitectura del siglo XVI. Actualmente se encuentra en proceso de restauración.

### La ermita de San Román
En el término municipal de Ponzano se encuentra la ermita de San Román, en torno a la cual se crearon diversas tradiciones pastoriles, agrícolas y religiosas. Fue construida en el siglo XVII, junto a la cañada (llamada «cabañera» en Aragón) que atraviesa el Somontano de norte a sur. La ermita ha estado ligada desde sus orígenes a la cabañera, ya que junto a ella existió un descansadero para los rebaños trashumantes y una hospedería para los pastores. 
Hasta época reciente, y al igual que otros santuarios del Alto Aragón, la ermita fue lugar conocido por sus ritos y ceremonias de exorcismo, a medio camino entre lo pagano y lo religioso. Fue declarada «bien inventariado del patrimonio cultural aragonés» en 2004.

### El pozo

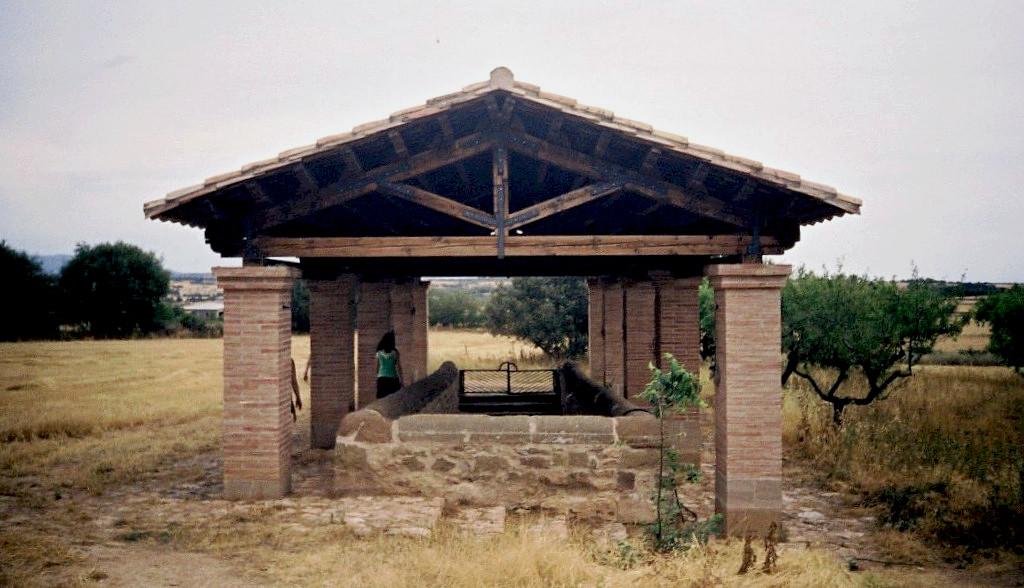
Panorámica del pozo fuente medieval de Ponzano.

En las afueras del pueblo se encuentra el pozo-fuente, un tipo de construcción habitual en el Somontano oscense que pretendía facilitar el acceso al agua subterránea, cuyo interés se debe a que está totalmente excavado en la roca, lo que hace que su abovedamiento sea tosco e irregular. En las paredes de piedra existen cruces y otros símbolos protectores del manantial. Cubierto por un tejado de madera a dos aguas, se data en época tardía medieval, probablemente de la misma época que la construcción de la iglesia parroquial (siglo XV o XVI), aunque hay quienes han atribuido su origen en la época romana o musulmana. Fue restaurado en 1999.

## Fiestas

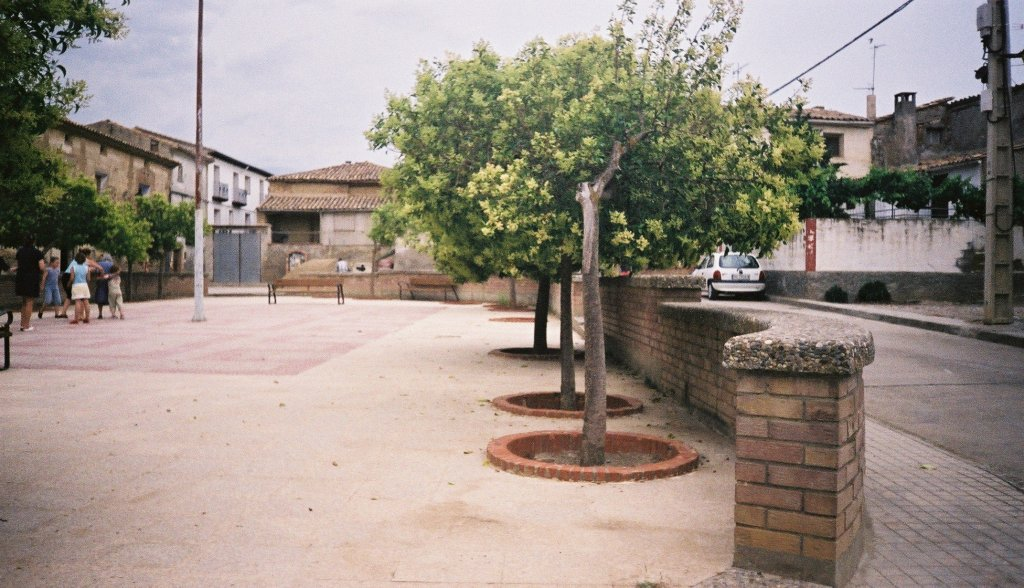
Plaza principal del pueblo.

El último sábado de julio son las fiestas del agricultor. El 18 de noviembre Ponzano celebra sus fiestas patronales en honor de San Román de Antioquía. Durante los sábados del mes de mayo, se acude en romería desde el lugar de Ponzano a la ermita de San Román. Esta romería de mayo se realiza desde hace alrededor de tres siglos para cumplir el voto con el santo tras la primera epidemia de peste que asoló la comarca (siglo XVII). Desde el siglo XVIII está documentada con seguridad la devoción por San Román en Ponzano, monje y mártir cristiano del siglo IV cuyas reliquias se conservaron en Zaragoza desde antiguo y probablemente desde allí se repartieron por algunos lugares del Alto Aragón como el propio Ponzano.